# Maxi Biancucchi
Maxi Biancucchi, né le 15 septembre 1984 à Rosario, est un ancien footballeur professionnel argentin évoluant au poste de milieu offensif.

## Carrière

### Débuts
Il commence sa carrière à San Lorenzo, son club formateur. Il joue ensuite pour de nombreux clubs paraguayens dont le CS Luqueño ou il remporte le tournoi d'ouverture du championnat en 2007, juste avant de rejoindre Flamengo en juillet.

### Flamengo
Il rallie le championnat brésilien en juillet 2007 et joue son premier match sous ses nouvelles couleurs le 5 août contre Santos au Stade Urbano Caldeira en remplacement de Roger.
Peu de temps après, il inscrit son premier but lors du derby face à Fluminense.
Il remporte de nombreux trophées dont le Championnat du Brésil 2009.
À son départ, il est le 16e joueur étranger à avoir porté le plus de fois le maillot de Flamengo.

### Mexique et retour au Paraguay
En janvier 2010, il rejoint le championnat mexicain et le Cruz Azul. Il joue à cette occasion à la Ligue des champions de la CONCACAF 2010-2011.
Le 20 janvier 2011, il est prêté au Club Olimpia et effectue son retour dans le championnat paraguayen. Un retour gagnant puisqu'il permet à son équipe de gagner le championnat 11 ans après son dernier sacre.

## Vie privée
Il est le cousin de l'international argentin Lionel Messi, et le frère de Emanuel Biancucchi.

## Palmarès
- Sportivo Luqueño
  - Vainqueur du tournoi d'ouverture du Championnat du Paraguay en 2007

- Flamengo
  - Vainqueur de la Coupe Guanabara en 2008
  - Vainqueur de la Coupe Rio en 2009
  - Vainqueur du Championnat de Rio en 2009
  - Vainqueur du Championnat du Brésil en 2009.

- Club Olimpia
  - Vainqueur  du Championnat du Paraguay en 2011